# Bubbly
Bubbly is een nummer van de Amerikaanse zangeres Colbie Caillat uit 2007. Het is de eerste single van haar debuutalbum Coco, en betekende ook haar internationale doorbraak.
Het nummer werd een wereldwijde hit. In de Amerikaanse Billboard Hot 100 haalde het de 5e positie, net als in de Nederlandse Top 40. In de Vlaamse Ultratop 50 haalde het de 2e positie.